# 新新报
《新新报》，由深圳大学传播学院主管/主办，是深圳大学学生实验报纸。深圳大学《新新报》于2011年11月1日起出版试刊，共出版五期试刊。于2012年3月28日创刊，出版周期为十天左右，至2013年11月8日已出版第25期。该报主要为深圳大学传播学院老师指导，新闻系的学生自己采集话题，编写，排版，出版。

## 获奖情况
1. 大学新闻系学报评审2011-2012年度，第5期获“最佳学报设计”冠军奖；第6期第8版获“最佳版面设计”优异奖。
2. 两岸四地“2013年学报最佳新闻奖”，第17期第4版，《要过多久才有车练？深大驾校积压3000名学员》获“最佳校园新闻报道冠军奖”；第17期第8版《新骑行主义》获“最佳版面设计冠军奖”；第16期第7版，《梁鸿文的“天地人和”》获“最佳新闻写作优异奖”。